# Belastungsorientierte Auftragsfreigabe
Die belastungsorientierte Auftragsfreigabe (BoA) erfüllt eine Teilfunktion der Fertigungssteuerung. Im Unterschied zur „klassischen“ Auftragsfreigabe gliedert sich die Fertigungsplanung in die Teilschritte Auftragsauswahl und Freigabeprüfung.
Sinnvolle Voraussetzung für die BoA ist eine vorangegangene Kapazitätsberechnung. Deren Ergebnis, die insgesamt benötigte Kapazität zur Fertigung der anstehenden Aufträge, ist die Basis der BoA.

## Auftragsauswahl
Innerhalb der Auftragsauswahl wird eine Dringlichkeitsprüfung durchgeführt. Dies geschieht durch eine retrograde Terminierung (Rückwärtsterminierung) aller Aufträge, also durch Ermittlung der spätesten Starttermine für den Fertigungsbeginn mit Hilfe der Plandurchlaufzeit. Alle Aufträge, die innerhalb des sog. Vorgriffshorizonts beginnen, werden als dringlich eingestuft und an die Freigabeprüfung weitergeleitet, vorausgesetzt, dass die für sie erforderlichen Materialien und Werkstattbestände vorhanden sind. Alle anderen Aufträge werden bis zum nächsten Planungslauf zurückgestellt.

## Freigabeprüfung
Die im vorherigen Schritt als dringend deklarierten Aufträge durchlaufen nun eine Belastungsrechnung. Für jede Kapazitätseinheit wird geprüft, ob die maximale Belastung überschritten wird. Ausschlaggebend dafür ist die so genannte Belastungsschranke. Es werden nur diejenigen Aufträge für die jeweilige Werkstatt freigegeben, die innerhalb der Belastungsschranke bearbeitet werden können.

## Ziel
Ziel der BoA ist es, nur soviel Arbeit freizugeben, wie in der nächsten Periode auch abgearbeitet werden kann. Dadurch sollen Werkstattbestände sinken und die Übersichtlichkeit gesteigert werden. Durch bessere Übersichtlichkeit und geringeren Steuerungsaufwand innerhalb der Werkstatt können die Durchlaufzeiten verringert werden.